# Акакій Синайський
Акакій Синайський (6 століття, Синай, Єгипет) — послушник монастиря на горі Синай (Єгипет), християнський святий.

## Життєпис
Святий Акакій Синайський жив в VI столітті і був послушником в одному монастирі. Покірливий чернець відрізнявся терпеливістю і беззаперечною слухняністю свого наставника, у якого був грубий характер. Він примушував преподобного непомірно працювати, морив його голодом, нещадно бив. Не зважаючи на таку поведінку, преподобний Акакій покірно переносив ці приниження і дякував Господу за все. Недовго після цього святий Акакій помер. Його смерть спричинила навернення його наставника.
- Пам'ять — 20 липня (Препп. Томи, що в Малеї, і Акакія, що в Ліствиці.)